# Église du Saint-Esprit de Vilnius

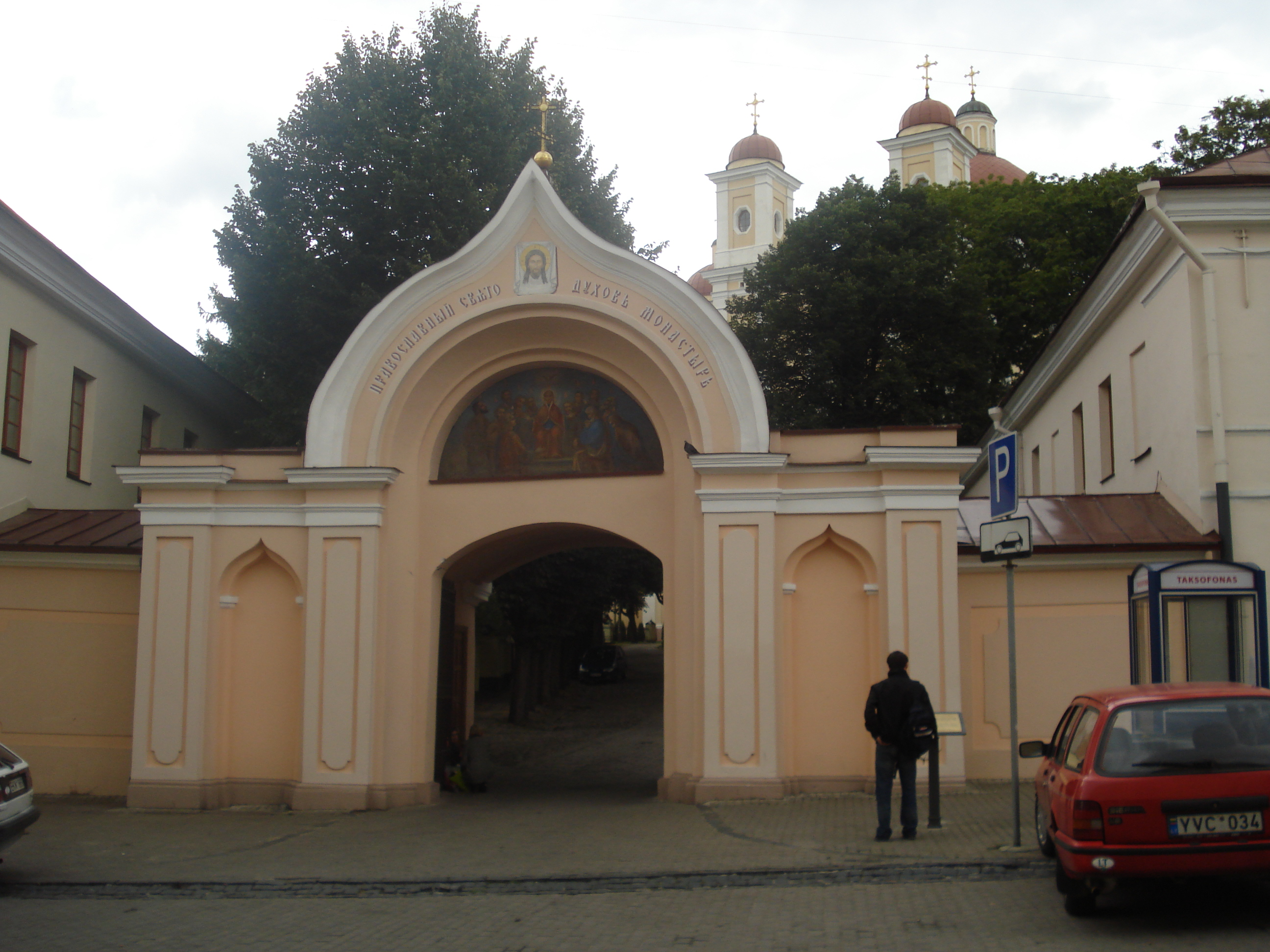
Entrée de l'église et du monastère

L'église du Saint-Esprit est une église orthodoxe située dans le centre historique de Vilnius. Elle appartient au monastère du Saint-Esprit, le monastère orthodoxe le plus important de Lituanie. Elle se trouve tout près de l'église Sainte-Thérèse et de la Porte de l'Aurore.

## Histoire
Une première église de bois a été construite en 1597 à cet emplacement, grâce à deux sœurs, Théodora Wollowitch, épouse du voïévode de Brest-Litovsk, et Anna Wollowitch, épouse du voïévode de Smolensk, sur un terrain leur appartenant. Elle accueille ensuite les moines du monastère de la Trinité refusant de s'affilier à l'uniatisme. La nouvelle communauté se met alors sous la patronage du Saint-Esprit autour de 1609. Le monastère a une école, une imprimerie. L'église du monastère est la seule église orthodoxe, non rattachée à l'uniatisme, de la ville en 1611.
Ladislas IV Vasa permet la construction d'une nouvelle église de pierre en 1634, toujours sous le patronage de l'Esprit Saint descendant sur les Apôtres, et en plus sous le patronage secondaire de l'apôtre Jean, ainsi que de sainte Hélène et saint Constantin. Les Suédois endommagent gravement les bâtiments au début du XVIIIe siècle pendant la Guerre du Nord et Pierre le Grand fait restaurer le monastère en 1708. La ville fait partie de l'Empire russe.
Lorsque Vilna (tel était alors son nom officiel) brûle en 1748-1749, le centre historique est entièrement à reconstruire. Les moines font appel à l'Allemand de Silésie Johann Christoph Glaubitz pour reconstruire l'église et les bâtiments monastiques. Ils sont debout en 1753, mais l'intérieur met du temps à être achevé.
Les armées napoléoniennes saccagent le monastère en 1812 pendant leur avancée vers Moscou, mais Napoléon demeurant quelques jours à Vilna, à population majoritairement polonaise, les désordres cessent, mais l'accueil (contrairement à d'autres endroits de ce qui était la Pologne) est extrêmement froid vis-à-vis des Français. L'intérieur est restauré en 1814 et les reliques des martyrs orthodoxes de Vilna, Antoine, Jean et Eustache (XIVe siècle), qui y étaient discrètement conservées depuis 1661, sont solennellement installées devant l'autel. 
L'église du Saint-Esprit est réaménagée avec des clochers et une coupole en style néo-classique en 1836-1837, et un portail dans le style russe sur la place (1845). L'église est baroquisée dans la seconde moitié du XIXe siècle et au début du XXe siècle les pilastres sont recouverts de trompe-l'œil en faux marbre blanc, tandis que l'iconostase est restauré, ainsi que les icônes (par Ivan Troutniov).
Lorsque les Allemands occupent la ville en 1915, les reliques sont évacuées à Moscou, et trois moines restent au monastère. Pendant la période polonaise (Vilna devient Wilno en Pologne) les bâtiments sont restaurés, tandis qu'une communauté discrète de moines orthodoxes d'origine russe tente de conserver ses traditions, reniées par leur voisin soviétique.
L'église souffre pendant la Seconde Guerre mondiale. Elle n'est pas fermée au culte lorsque la ville - devenue officiellement Vilnius - entre dans la république socialiste soviétique de Lituanie, appartenant à l'URSS, et que sa population polonaise est définitivement évacuée. Elle est restaurée en 1946 avec le retour de ses reliques et à nouveau au début des années 1990, après l'indépendance de la Lituanie.

## Galerie

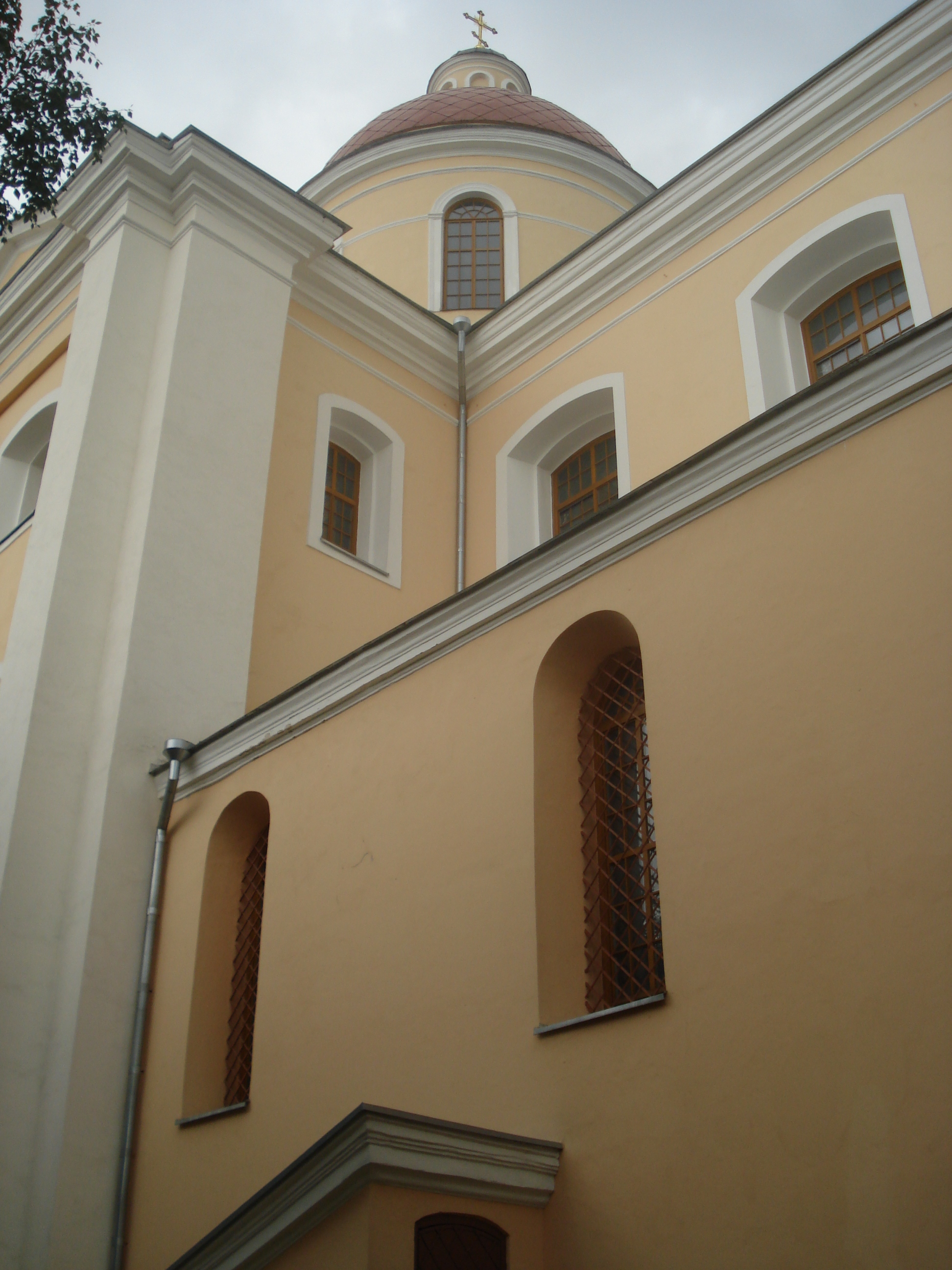
Coupole néo-classique de l'église
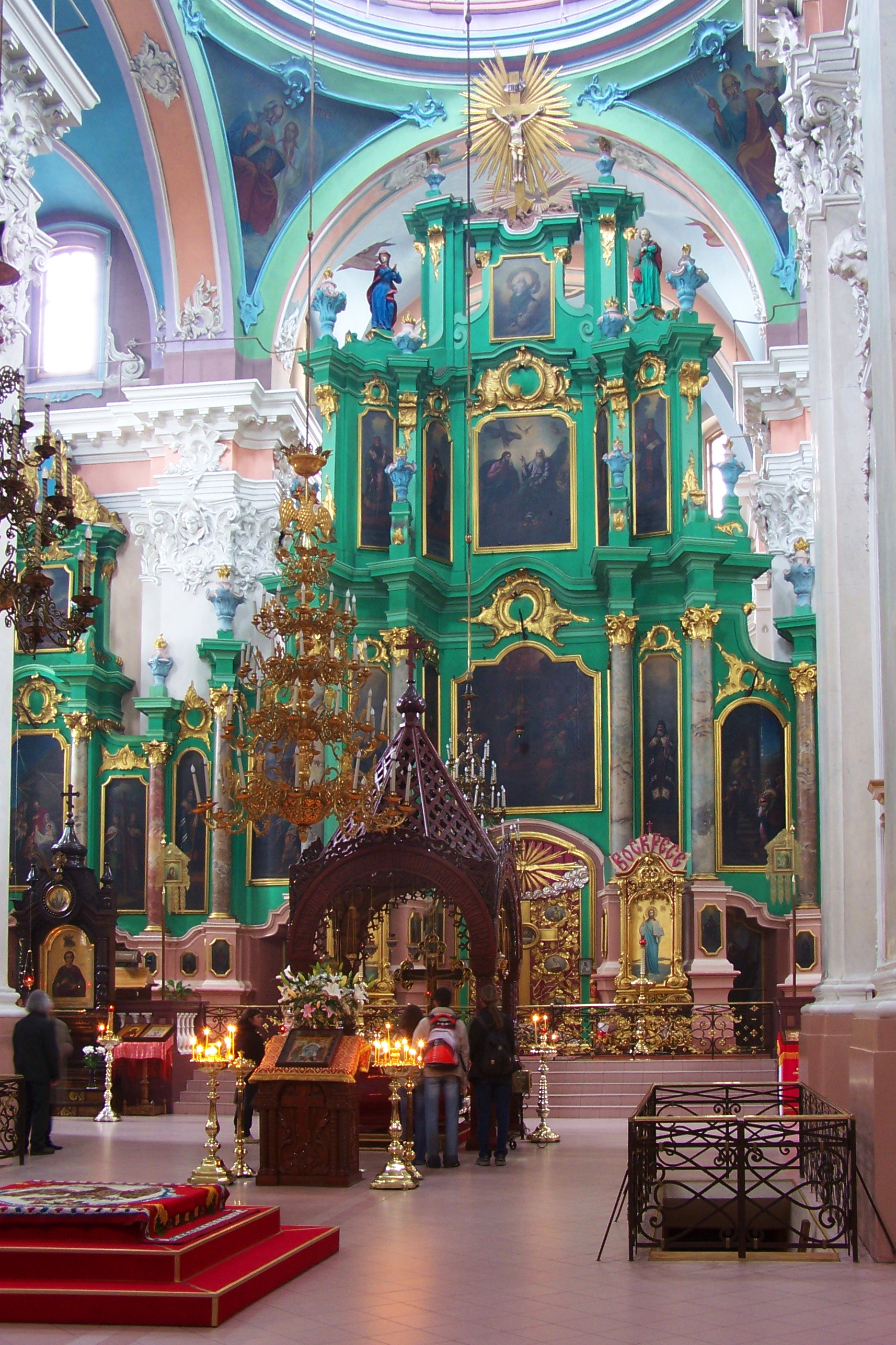
Intérieur de l'église et iconostase
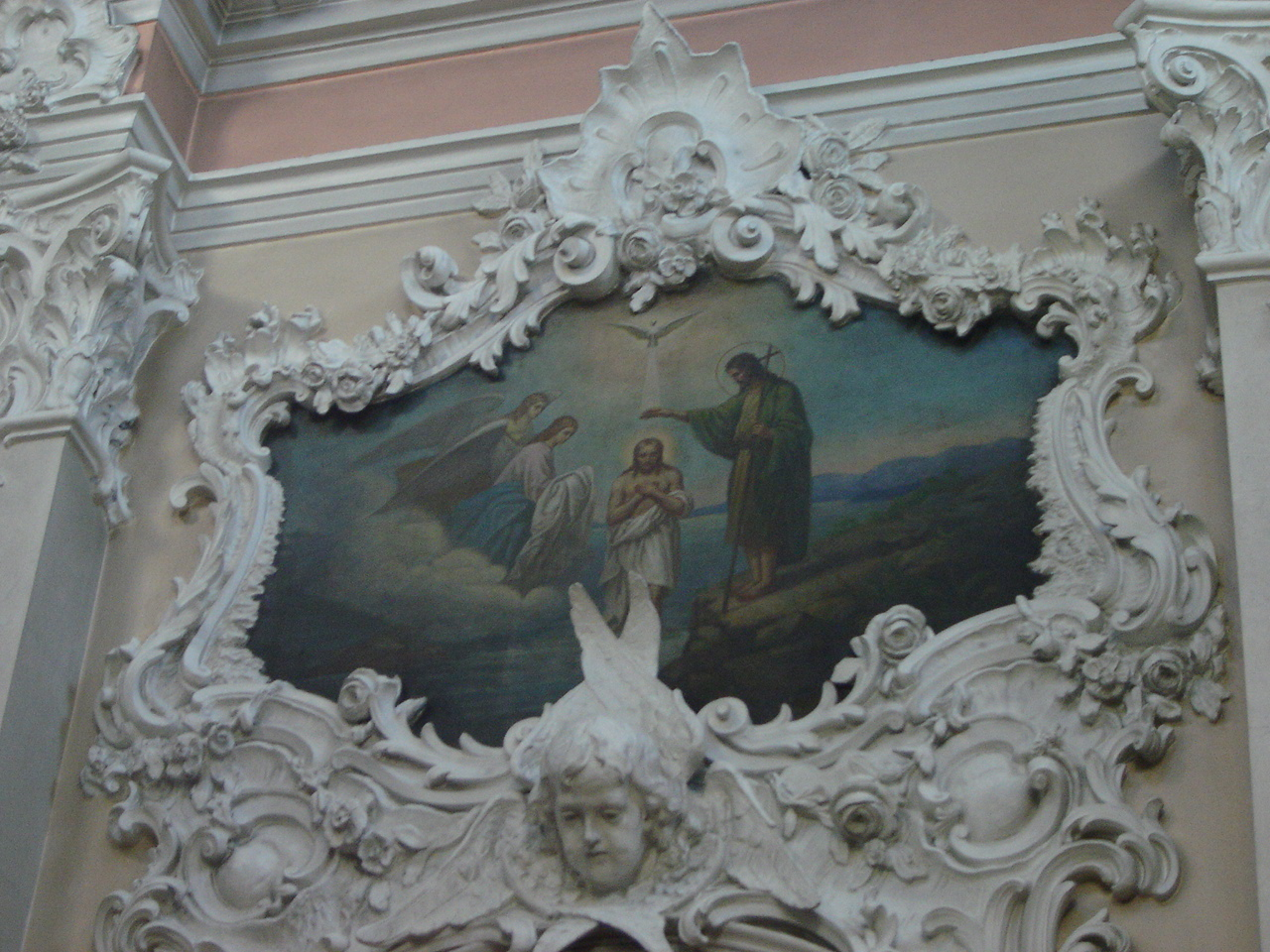
Baptême de Jésus, détail de l'intérieur
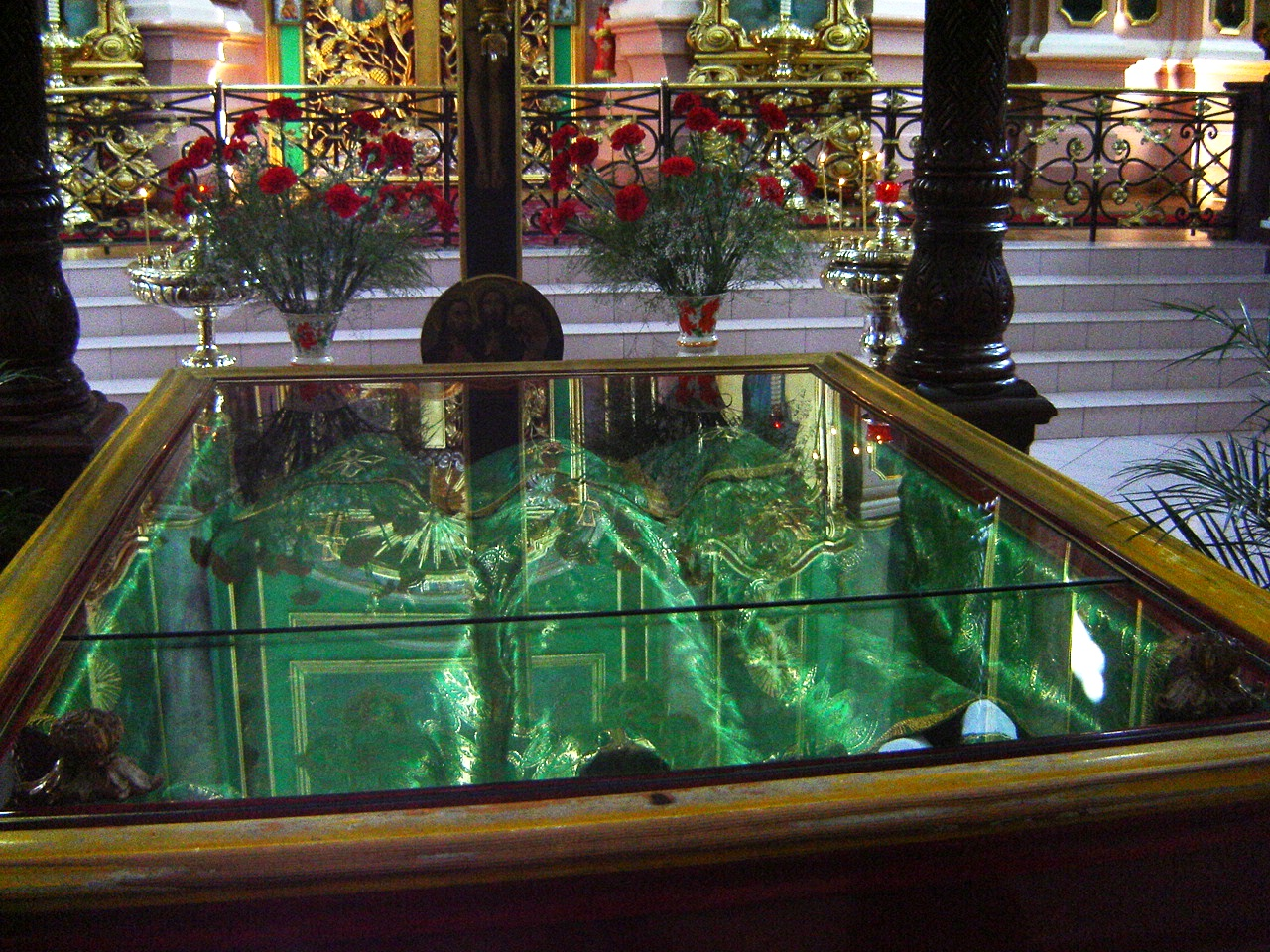
Reliques des Martyrs orthodoxes de Vilna/Vilnius